# Iago (football)
Pour les articles homonymes, voir Iago (homonymie).
Iago Azevedo dos Santos, plus communément appelé Iago, est un footballeur brésilien né le 22 mai 1992 à Itaboraí. Il évolue au poste de défenseur central au Shabab Al-Ahli.

## Biographie
Formé au Brésil, il rejoint l'Académica Coimbra et ainsi la Primeira Liga portugaise en juillet 2014, en provenance du Clube Sociedade Esportiva. Il fait ses débuts professionnels le 16 août 2014, face au Sporting CP.

## Carrière
Arrêtées à l'issue de la saison 2015-2016
- 2 saisons en championnat de D.I , 45 matchs 0 but.
- 2 saisons en championnat de D.III , 17 matchs 0 but.
- 3 saisons en championnat de Campeonatos Estaduais , 28 matchs 0 but.

## Statistiques

### Synthèse
| Saison                | Club                  | Championnat           | Championnat | Championnat | Coupe(s) nationale(s) | Coupe(s) nationale(s) | Total | Total |
| Saison                | Club                  | Division              | M.          | B.          | M.                    | B.                    | M.    | B.    |
| 2012                  | Duque de Caxias FC    | Campeonato Carioca    | 3           | 0           | 0                     | 0                     | 3     | 0     |
| 2012                  | Duque de Caxias FC    | Série C               | 0           | 0           | 0                     | 0                     | 0     | 0     |
| 2013                  | Duque de Caxias FC    | Campeonato Carioca    | 12          | 0           | 2                     | 0                     | 14    | 0     |
| 2013                  | Duque de Caxias FC    | Série C               | 17          | 0           | 0                     | 0                     | 17    | 0     |
| Sous-total            | Sous-total            | Sous-total            | 32          | 0           | 2                     | 0                     | 34    | 0     |
| 2014                  | CSE                   | Campeonato Alagoano   | 13          | 0           | 0                     | 0                     | 13    | 0     |
| Sous-total            | Sous-total            | Sous-total            | 13          | 0           | 0                     | 0                     | 13    | 0     |
| 2014-2015             | Académica             | Primeira Liga         | 28          | 0           | 2                     | 0                     | 30    | 0     |
| 2015-2016             | Académica             | Primeira Liga         | 17          | 0           | 2                     | 0                     | 19    | 0     |
| Sous-total            | Sous-total            | Sous-total            | 45          | 0           | 4                     | 0                     | 49    | 0     |
| 2016-2017             | Dibba Al-Hisn         | D2                    | -           | -           | -                     | -                     | 0     | 0     |
| Sous-total            | Sous-total            | Sous-total            | 0           | 0           | 0                     | 0                     | 0     | 0     |
| 2017-2018             | Moreirense FC         | Primeira Liga         | 12          | 1           | 6                     | 1                     | 18    | 2     |
| Sous-total            | Sous-total            | Sous-total            | 12          | 1           | 6                     | 1                     | 18    | 2     |
| Total sur la carrière | Total sur la carrière | Total sur la carrière | 102         | 1           | 12                    | 1                     | 114   | 2     |

## Palmarès

### Avec leDuque de Caxias FC
- Vainqueur de la Copa Rio en 2013.